# Riding the Bullet
Riding the Bullet este o nuvelă de groază de Stephen King. Această lucrare reprezintă debutul pe internet al autorului. Simon & Schuster, bazat pe o tehnologie SoftLock, a publicat prima oară Riding the Bullet în 2000 ca prima carte electronică din lume disponibilă pe scară largă; fiind disponibilă pentru descărcare la prețul de 2.50 $. Au fost vândute peste 400000 de copii în primele 24 de ore. În 2002, a fost integrată în colecția de povestiri a lui King Everything's Eventual. În 2000, nuvela a fost nominalizată la Premiul Bram Stoker și International Horror Guild Award.

## Ecranizare
- Riding the Bullet  (2004), regizat de Mick Garris